# Afrikanische Buschtauben
Afrikanische Buschtauben (Turtur) sind eine Gattung der Taubenvögel. Zur Gattung gehören fünf Arten, die alle in Afrika ein verhältnismäßig großes Verbreitungsgebiet haben.

## Erscheinungsbild
Afrikanische Buschtauben sind kleine Tauben, die in ihrer Größe zwischen dem Diamanttäubchen und der Lachtaube liegen. Die kleinste Art ist das Bronzeflecktäubchen, das nur eine Körpergröße von 20 Zentimetern erreicht. Die größte Art ist die Maidtaube mit einer Körperlänge von 25 Zentimetern. Die Körpergestalt ist gedrungen. 
Zu den charakteristischen Merkmalen der Afrikanischen Buschtauben zählen die schillernden Flecken auf den Schultern (auf den großen Flügeldecken). Die Farbe dieser Flecken variiert je nach Art zwischen Grün, Blau oder Dunkelgrau bis Schwarz.

## Verbreitung und Lebensraum
Afrikanische Buschtauben besiedeln Afrika südlich der Sahara und fehlen lediglich im Südwesten des afrikanischen Kontinents. Die nördliche Verbreitungsgrenze verläuft etwa vom Senegal bis zum Blauen Nil und Äthiopien. Sie sind vorwiegend Buschbewohner. Sie kommen auch in baumbestandenen Gebieten vor, wenn diese reichlich Unterholz aufweisen.

## Verhalten
Afrikanische Buschtauben finden ihre Nahrung nahezu ausschließlich auf dem Boden. Sie baumen jedoch zum Schlafen, Ruhen und zum Nisten auf. Das Gelege besteht aus zwei Eiern. Die Brutdauer beträgt zwischen 13 und 15 Tagen. Die Nestlingszeit beträgt zwischen 13 und 17 Tagen. 

## Haltung in menschlicher Obhut
Einige Arten der afrikanischen Buschtauben wurden schon in der zweiten Hälfte des 19. Jahrhunderts als Ziervögel importiert. Sie sind bis heute teils sehr begehrte Volierenvögel. Sie benötigen Volieren mit einer hohen Sonneneinstrahlung. Bei sonnenarmer Haltung neigen sie zu melanistischen Einlagerungen im Gefieder.

## Arten
- Bronzeflecktäubchen (Turtur chalcospilos)
- Erzflecktäubchen (Turtur abyssinicus)
- Stahlflecktäubchen (Turtur afer)
- Tamburintäubchen (Turtur tympanistria)
- Maidtaube (Turtur brehmeri)

## Belege